# 淵鸚竺鯛
淵鸚竺鯛（学名：Ostorhinchus bryx），又稱淵天竺鯛，为輻鰭魚綱鈎頭魚目天竺鯛科鸚竺鯛屬下的一个种，分布於印度西太平洋，從紅海至菲律賓、澳洲海域，深度14至155公尺，本魚體延長，長橢圓形，體稍側扁，頭大、眼大、口大且斜裂，頜齒細小，鋤骨和腭骨通常具齒，舌上無齒，鰓蓋骨後緣棘不發達，體被弱櫛鱗，體中央有一條鑲白邊的黑色寬縱帶，從口部延伸至尾鰭末端，另背部有一條黑色縱紋，從頭部延伸至第2背鰭後端，鰓蓋下方有一藍色斑點，背鰭硬棘9枚、背鰭軟條9枚、臀鰭硬棘2枚、臀鰭軟條8枚，體長可達5.2公分，棲息在大陸棚礁石區，夜間出來覓食，屬肉食性，繁殖期時，雄魚具有口孵習性，卵約7日化成仔魚，由雄魚吐出，具短暫的仔魚飄浮期。